# Drapeau de la Guinée-Bissau
Le drapeau de la Guinée-Bissau est le drapeau national et le pavillon national de la République de Guinée-Bissau. Il est composé de trois couleurs : le rouge, le jaune et le vert, plus une étoile noire.
Ce drapeau a pour origine les couleurs du Parti africain pour l'indépendance de la Guinée et du Cap-Vert, dont l'action mena le pays vers l'indépendance vis-à-vis du Portugal.

## Signification
Les couleurs du panafricanisme sont représentés, avec une signification spécifique à chaque élément : 
- Rouge : le sang versé par les combattants de la liberté dans les jungles de Guinée. Des milliers de soldats sont morts pour la liberté et l'indépendance de la Guinée et du Cap-Vert (anciennes colonies portugaises indépendantes en 1975).
- Vert : la vie future, la végétation et l'espérance dans la lutte.
- Jaune : l'or... Cabral a toujours souligné que, l'unité entre nous et l'unité avec l'Afrique est aussi précieuse que l'or.
- Les cinq branches de l'étoile : les cinq sens de l'homme: la vue, l'ouïe, le goût, l'odorat et le toucher.

## Drapeau historique

Proposition de drapeau de la colonie

La compagnie portugaise de Guinée a utilisé un drapeau blanc avec une grande Croix pattée verte.
La colonie ne disposait pas officiellement de drapeau mais d'un blason. Il existe une proposition créée par Franz Paul de Almeida Langhans qui avait imaginé une trame identique pour toutes les colonies composé du drapeau portugais avec un blason en bas à droite. La composante qui distingue la Guinée est le sceptre d'or du roi Alphonse V l'africain

## Sources
- (en) « Description du drapeau », Flags of the World
- www.guinee-bissau.net